# Victor Trivas
Victor Trivas, geboren Viktor Aleksandrovitsj Trivas  (Russisch: Виктор Александрович Тривас) (Sint-Petersburg, 9 juli 1896 - New York, 12 april 1970) was een van oorsprong Russische scenarioschrijver, artdirector en filmregisseur. In 1947 werd hij Amerikaans staatsburger. Trivas kan worden gerekend tot de avant-gardisten.
Trivas werd door George Freedman een allround-genie genoemd, een individualist die met alle aspecten van het filmmaken overweg kon. Hij kon schrijven, decors en kostuums ontwerpen, regisseren en redigeren. Trivas werkte in veel verschillende genres. De 32 films waarvan bekend is dat hij eraan heeft gewerkt, kunnen worden ingedeeld in dertien drama's, vijf oorlogsfilms, drie misdaadfilms, twee komedies, twee films noirs en twee sciencefictionfilms. Tot de overige vijf behoren onder meer een romantische film, een horrorfilm en een western.

## Biografie

### 1896-1925
Victor Trivas werd geboren in Sint-Petersburg, waar hij architectuur studeerde aan de Academie voor beeldende kunsten, een studie dat hij niet afrondde door het uitbreken van de Eerste Wereldoorlog. Hij werd ingezet als tekenaar in een groep die bezig was met het documenteren van herdenkingsmonumenten. Aleksandr Trivas, zijn vader, was een kundig man die op verschillende gebieden bezig was. Hij was onder meer actief als beeldhouwer, pianist, horlogemaker en ook was hij een van de eerste vertegenwoordigers voor RCA Victor in Rusland. Na de oorlog verruilde hij Sint-Petersburg voor Moskou waar hij werkte bij een theater. Van deze tijd is niet veel bekend, maar in een interview met Serge Berline (Paris Midi, 6.2.1934) vertelt Trivas dat hij een avant-gardistische theatergroep genaamd "J.A.S." had gestart, en met deze onder meer komedies van Molière en drama's van William Shakespeare had opgezet. Rondom Trivas zijn een aantal legendes; zo wordt er bijvoorbeeld gezegd dat hij voor Aleksis Granovskijs (later: Alexis Granowsky) Joodse Theater had gewerkt. In The New York Times van 13 april en Variety van 15 april 1970 wordt beweerd dat Trivas had gewerkt met Sergej Eisenstein, iets wat niet waar is.
Medio jaren 1920 verhuisde Trivas naar Berlijn waar hij als scenarioschrijver werkte aan de film Die Liebe der Jeanne Ney die in 1927 in première ging. Als regisseur debuteerde hij in 1931 met de film Niemandsland. De pacifistische boodschap in de film veroorzaakte politieke onrust in Duitsland en de nazistische overheid zorgde ervoor dat de film in 1940 werd verboden, in beslag genomen en vernietigd. Hierdoor werd Victor Trivas gedwongen om met zijn gezin te vluchten: eerst naar Frankrijk, waar hij in Parijs verbleef, en toen het land werd geannexeerd door de Duitsers zette hij de vlucht door naar de Verenigde Staten. In 1959 keerde hij terug naar Duitsland, waarvandaan hij van tijd tot tijd bleef werken aan andere Amerikaanse films.
Trivas trouwde in 1923 in Moskou met Moussia (later Maria) Schneerson. Victor Trivas overleed aan een beroerte op 12 april 1970.

### 1925-1939
In Berlijn aangekomen ging hij de coulissen ontwerpen voor Lorand von Kabdebos komedie Die Dame aus Berlin. Twee jaar later volgde Georg Wilhelm Pabsts Die Liebe der Jeanne Ney, waar voor hij samen met Otto Hunte de coulissen en decors maakte. Een film die hij met Curt Oertel zou maken voor Hirschel-Solar ging echter niet door.
Viktor Trivas kreeg, doordat hij als scenograaf vooral aan gemiddelde films werkte, de kans om zijn eigen stijl te ontwikkelen en in 1928 ensceneerde hij samen met W. Starke Karel Lamačs komedie Evas Töchter. Ook de volgende film waaraan hij meewerkte, Ragnar Hyltén-Cavallius' Majestät schneidet Bubiköpfe, was een komedie met een neiging naar de operette.

Met de Duits-Tsjechische film Aufruhr des Blutes debuteerde hij als regisseur, en daarin was zijn streefdoel natuurlijkheid, zowel in het acteren als in de opbouw van de scènes. Over deze film schreef Lotte H. Eisner in de Film-Kurier van 22 maart 1930 als volgt: 
Ein sympathisch gemachter Film, der in seiner frischen Form kaum den melodramatischen Titel benötigt hätte. Menschen am Sonntag, auf ihre Art gesehen; zum Alltagsgebrauch auf einen sauberen Mittelfilm umgebogen.

In Berlijn houdt Trivas zich niet enkel met films bezig, hij is ook bezig als architect voor tentoonstellingen. Dit wordt vermeld in de "Film-Kurier" van 10 februari 1931: 
seit Jahren hat er die Ausstattungen aller in Deutschland stattfindenden Ausstellungen des neuen Rußlands unter sich.
Samen met de regisseur Fjodor Otsep en de scenarioschrijver Natan Abramowitsj was Viktor Trivas een belangrijk persoon in de avant-garde beweging in Berlijn. Ze protesteerden tegen zaken die ze als een groot gevaar beschouwden waaronder het naturalisme en het theatrale.
Niemandsland was de film waarmee Trivas beroemd werd. Het is een antioorlogsfilm in de traditie van Der Mensch ist gut van Leonhard Franks. Het was de tweede film die Trivas regisseerde, en in een klap werd hij beroemd. Het manuscript voor de film werd door Franks en Trivas geschreven, en hierin ontmoeten vijf vijanden elkaar in een loopgraaf in het niemandsland tussen de fronten. De vijf representeren allen verschillende nationaliteiten en bevolkingsgroepen, zodoende zitten er een Duitser, een Fransman, een Engelsman, een neger en een jood in de loopgraaf. Aan het einde van deze film ruimen ze gezamenlijk het prikkeldraad op, en gaan door naar de vrede - naar een nieuw leven. Trivas geeft hierin weer dat ondanks oorlogszucht mensen zich er toch overheen kunnen zetten, en om dit te bereiken gebruik hij niet realistische scènes van de oorlog en het geweld maar symboliek en montage. De dialoog is geminimaliseerd en deels vervangen door muziek. In de film wisselt hij volgens een recensent in de Berliner Börsen-Courier tussen twee stijlen, de een aan Pabst verwant, de ander aan Granowsky. Deze wisseling is in feite een belangrijk kenmerk van de stijl van Trivas.
In 1931 werkte Trivas aan een film van Fjodor Otsep, Der mörder Dimitri Karamasoff. Hij leverde bijdragen op vele gebieden, zoals het script, het decor, de belichting, en als adviseur van Otsep. De regieassistent van Otsep, George Freedland (Georges Friedland), geeft de volgende karakteristiek van Trivas:
Victor Trivas war ein Allround-Genie. Er war ein wunderbarer Maler, er war Ausstatter und Filmarchitekt, und er war ein ausgezeichneter Autor.... Er war ein Individualist, der, falls er einmal einen richtigen Durchbruch gehabt hätte, einer der wenigen "Allround-one-man-filmmakers" der Geschichte des Films geworden wäre, d.h. ein Regisseur, der für alle Phasen seines Films vollständig verantwortlich gewesen ist, nicht nur für Buch und Regie (wie Ingmar Bergman und Charlie Chaplin), sondern auch für die Bauten, die Kostüme, den Schnitt, usw....
 In deze film, die door de censuur sterk werd aangepast, worden de vrijheid en solidariteit als algemene waarden van het leven getoond in scènes vol symboliek.
Samen met Otsep en Hans H. Zerlett schreef Trivas in 1932 het script voor een groteske komedie die zich in de grote stad Parijs afspeelt - Mirages de Paris. In deze film liet Trivas zien hoe goed hij met het groteske en komische kon omgaan. In de zomer van 1932 liet Victor Trivas Duitsland achter zich, en verhuisde hij naar Parijs. In een interview dat op 12 januari 1933 werd gepubliceerd in Ciné-Comoedia deed hij de volgende uitspraak over de verhouding tussen artistieke en industriële films:
Ich kann mir kein unabhängiges Kino vorstellen. Film ist ein industrielles Produkt, das seinen Weg zu den Konsumenten finden muß. Für sie werden die Filme gemacht - sie müssen daher vor allem der Masse zugänglich sein. Falls nicht, so wurde das Ziel sowohl vom gesellschaftlichen als auch vom kommerziellen Gesichtspunkt aus verfehlt. Der Regisseur muß sich bemühen, die wirkliche Verbindung zwischen sich und dem Publikum zu finden.
Samen met vier andere immigranten maakte hij in 1933 zijn derde film als regisseur, Dans les rues. In deze film laat hij Parijs zien vanuit het oogpunt van een Rus opgeleid in de Duitse school van de nieuwe zakelijkheid. De manier waarop hij omgaat met het licht doet denken aan Marcel Carnés poëtische realisme. In CinémAction van juli 1990 stelde Barthélemy Amengual dat deze film de meest verontrustende is van de Duitse emigratie. Trivas had gehoopt een opvolger te maken, maar daarin is hij niet geslaagd. Het volgende werk van zijn hand was een bewerking van Dostojevskis Crime et Châtiment voor theater die in het Théâtre Montparnasse werd opgevoerd. Dit theaterstuk werd in 1935 in het Biltmore Theater in New York gespeeld. Hetzelfde jaar waren Trivas, Jacques Deval, Jean Tarride en Germain Fried verantwoordelijk voor de regie van Tovaritch.
Op 1 november 1939 schreef Victor Trivas een brief "aan eenieder die het aangaat" waarin hij aangaf dat George Shdanoff zijn medewerker aan de film Niemandsland was geweest. In deze brief gaf Trivas ook aan dat hij ermee akkoord ging dat Shdanoff de film wijzigde "gezien de huidige Europese verhoudingen".

### 1940-1950
Na het opnemen van Les Ôtages reisde Trivas met zijn gezin van Parijs via Pau en Toulouse naar Marseille. In Marseille bleef hij zeven maanden om de papieren te krijgen die ze nodig hadden om toegang tot de Verenigde staten van Amerika te krijgen. Tijdens hun verblijf werd hij in opdracht van de Gestapo, ondanks het feit dat dit deel van Frankrijk nog niet bezet was, door de lokale Gendarmerie gearresteerd. Op het politiebureau werd hij herkend als de filmregisseur en vrijgelaten. Hij en zijn gezin vertrokken aan boord van de "Ciudad de Sevilla" van Lissabon naar New York in mei 1941.
Aan het einde van 1942 werd hij erelid van de "Beachwood Studio", en in 1947 werd Trivas genomineerd voor een Academy Award voor Beste Verhaal voor The Stranger, die door Orson Welles werd geregisseerd.
Hij slaagde er niet in om als regisseur en scenarioschrijver aan het werk te gaan in de VS. Trivas ging vooral als auteur aan de gang, eentje die in Russische onderwerpen gespecialiseerd was. Zijn Engels was niet goed, en hij werkte veelal met anderen zoals Guy Endore, Sam Ornitz en Charles O'Neal. In 1944 maakte hij samen met Maurice Clark een bewerking van de sovjetfilm Frontov'e Podrugi van Viktor Eisimont (1942) voor de film Three Russian Girls van Fjodor Otsep. Hierna ging Trivas samen met Leo Mittler en Guy Endore aan de gang met het script voor de film Song of Russia die door Gregory Ratoff werd geregisseerd. Deze beide films droegen bij om de pro-sovjetstemming in de VS te versterken. Zijn werk aan deze laatste film had verder als resultaat dat hij tijdens de tijd van McCarthy ervan werd verdacht communist te zijn.
Trivas werkte ook voor het theater. In samenwerking met de "Max-Reinhardt-Workshops of Stage, Screen and Radio" in Hollywood bezorgde Trivas in 1942 het decor voor het stuk "Two on an Island", geregisseerd door Helene Thimig. Zijn belangrijkste werk tijdens de jaren in de VS was het script voor The Stranger van Orson Welles in 1946. Hiervoor ontving hij een nominatie voor een Oscar voor beste script.
In 1947 werd Victor Trivas genaturaliseerd tot Amerikaans staatsburger.

### 1950-1970
Medio jaren 1950 keerde Trivas terug naar Duitsland, en hij bleef daar werken aan kleinere films als co-auteur. in 1959 regisseerde hij zijn vierde en laatste film, Die nackte und der Satan. Dit was de eerste griezelfilm ooit geproduceerd in de Duitse Bondsrepubliek.
Zijn allerlaatste werk was het artistieke werk voor een serie filmstrips over de menselijke omgeving voor Encyclopedia Britannica produced by United Press International.

## Curriculum Vitae
- 1925 - Die Dame aus Berlin, artdirector, regie Lorand von Kabdebo
- 1927 - Die Liebe der Jeanne Ney, artdirector, regie Georg Wilhelm Pabst
- 1928 - Der Henker, artdirector, regie Theodor Sparkuhl en Adolf Trotz
- 1928 - Evas Töchter, artdirector, regie Karel Lamač
- 1928 - Majestät schneidet Bubiköpfe, artdirector, regie Ragnar Hyltén-Cavallius
- 1929 - Aufruhr des Blutes, met onder anderen Vera Veronina en Jan Sviták, screenplay en regie
- 1931 - Das Lied vom Leben, screenwriter, regie Alexis Granowsky
- 1931 - Der Mörder Dimitri Karamasoff, artdirector en screenwriter, regie Erich Engels en Fjodor Otsep, gebaseerd op het boek van Fjodor Dostojevski
- 1931 - Les Frères Karamazoff, screenwriter, regie Fjodor Otsep, gebaseerd op het boek van Fjodor Dostojevski
- 1931 - Niemandsland, met onder anderen Louis Douglas, Hugh Douglas en Elisabeth Lennartz, screenwriter zonder credits en regie
- 1932 - Mirages de Paris, screenwriter, regie Fjodor Otsep
- 1933 - Dans les rues, met onder anderen Vladimir Sokoloff, Madeleine Ozeray en Marcelle Worms, screenwriter en regie
- 1935 - Tovaritch, regie met Jean Tarride, Jacques Deval en Germain Fried
- 1938 - Les Otages, screenwriter, regie Raymond Bernard
- 1943 - Three Russian Girls, bewerking van script, regie Henry S. Kesler en Fjodor Otsep
- 1944 - Song of Russia, screenplay, regie Gregory Ratoff en László Benedek
- 1946 - El Moderno Barba Azul, screenwriter, regie Jaime Salvador
- 1946 - The Stranger, screenwriter en bewerking, regie Orson Welles
- 1950 - Where the Sidewalk Ends, bewerking, regie Otto Preminger
- 1951 - The Secret of Convict Lake, bewerking, regie Michael Gordon
- 1956 - Vous pigez, screenwriter, regie Pierre Chevalier
- 1959 - Die Nackte und der Satan, met onder anderen Horst Frank, Karin Kernke en Helmut Schmid, screenwriter en regie
- 1959 - Hast noch der Söhne ja...?, screenplay, regie Lukas Ammann
- 1960 - Die Gejagten, gebaseerd op een boek van Trivas, regie Max Michel